# 大手筋

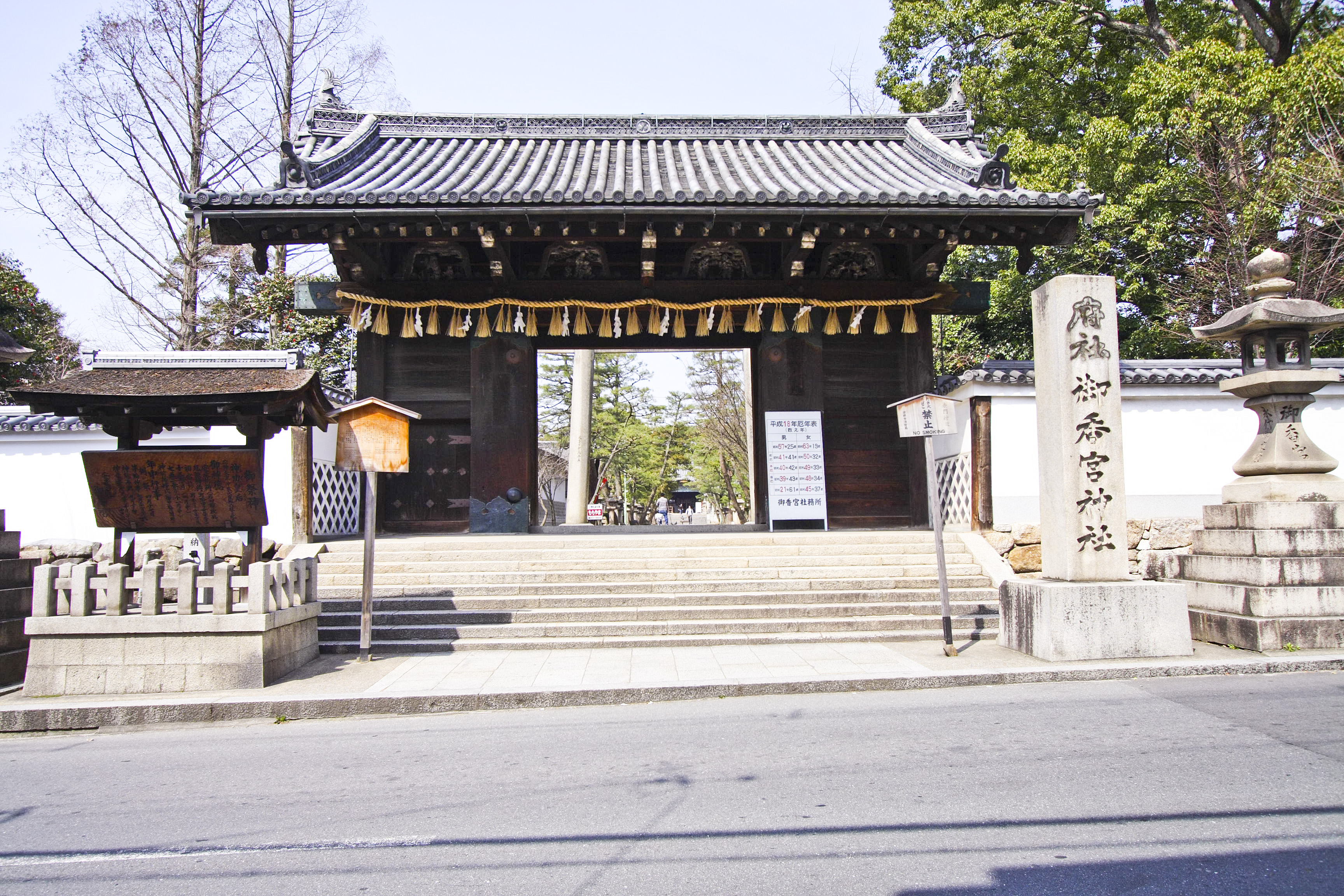
旧伏見城大手門（御香宮神社表門）

大手筋（おおてすじ）は、京都市伏見区の市街地の中心・大手筋通。

## 概要

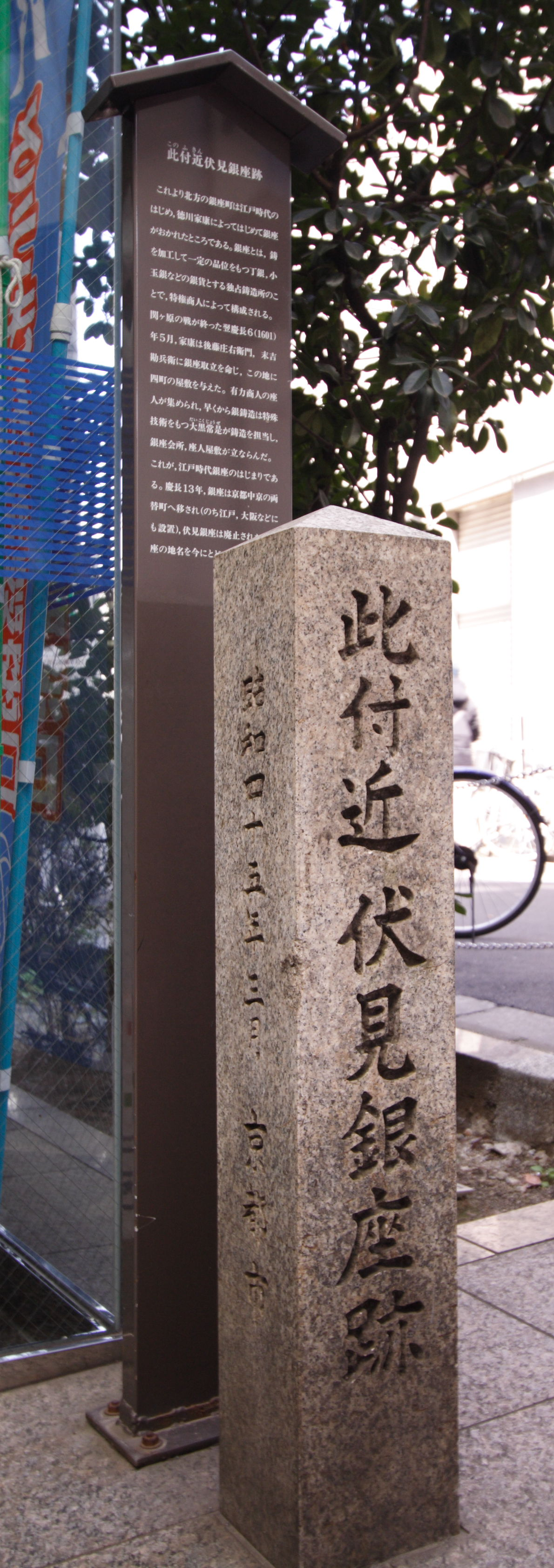
伏見銀座跡碑

大手筋は、安土桃山時代、豊臣秀吉が晩年の居城として築いた伏見城を中心に一大政治都市が整備された桃山丘陵から西へと伸びる東西軸であり、城下町伏見はこの基軸を中心に碁盤の目に街路が整備された。周辺には大名屋敷が立ち並び、徳川家康が最初に開いた銀座も置かれるなど、江戸時代初期までは徳川幕府の政治拠点としても重要であったことなど、今も伏見・桃山地区の町名にその名残をとどめている。現在は、旧伏見城大手門を移築したと伝えられる御香宮神社表門が通りに面して立ち、各鉄道駅から明治天皇の伏見桃山陵への参道となっている。

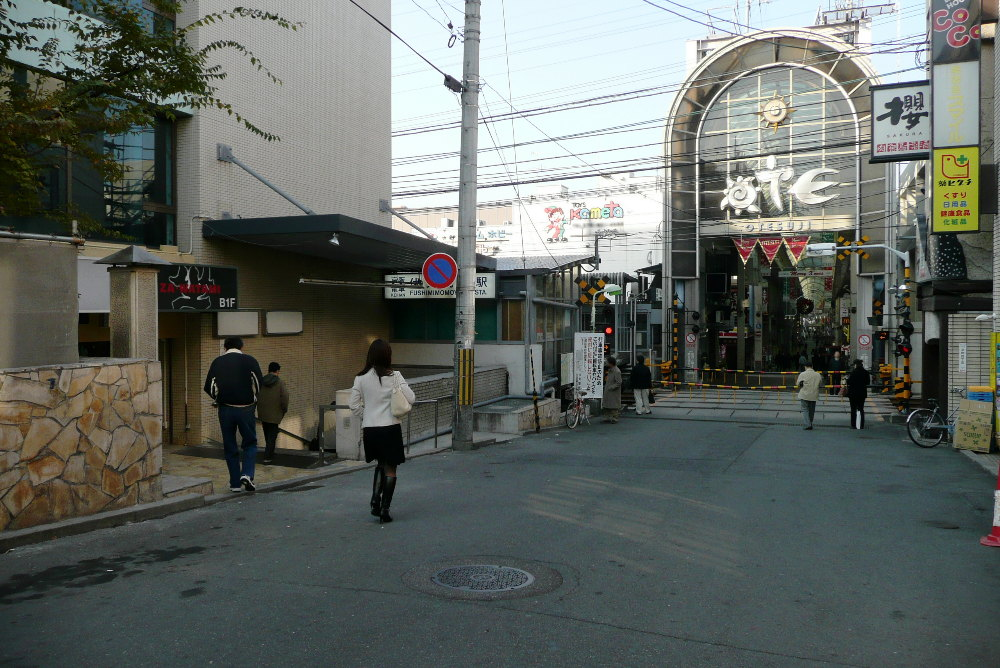
京阪伏見桃山駅入口と伏見大手筋商店街のアーケード

伏見桃山駅と風呂屋町通（納屋町通）の間は「伏見大手筋商店街」というアーケードになっている。御香宮前より大手筋交差点（国道1号）までは京都府道79号伏見柳谷高槻線の一部（伏見桃山駅以西は京都府道35号大津淀線との重複）。

## 接続道路
- 伏見桃山陵参道
- 国道24号
- 京都府道115号伏見港京都停車場線（竹田街道）
- 油小路通
- 国道1号
- 京都府道・大阪府道13号京都守口線

## 交通
- JR西日本・奈良線 桃山駅
- 近畿日本鉄道・京都線 桃山御陵前駅
- 京阪電気鉄道・京阪本線 伏見桃山駅